# Бізнес для бізнесу
Бі́знес для бі́знесу (англ. business-to-business, B2B):
1. Маркетинговий термін в економіці, що означає обмін товарами, послугами або інформацією (чи їхній продаж) між компаніями і не включає в цей процес кінцевого фізичного споживача товару чи послуги.
2. Електронна модель ведення бізнесу, в якій проміжкові оборудки між підприємствами виконуються в електронній формі.

Реклама для професіоналів — рекламна діяльність, розрахована на підприємства і фірми, що виробляють інші товари; на працівників, що відповідають за закупівлю устаткування. Реклама для професіоналів охоплює такі сфери діяльності, як торгівля і промисловість, сільське господарство, побутове обслуговування, охорона здоров'я та ін., в яких є можливості рекомендувати товари промислового призначення і виробничого споживання своїй клієнтурі. На відміну від реклами для споживача, реклама для професіоналів частіше використовує логічні аргументи і має власні засоби поширення.